# Hetensbach

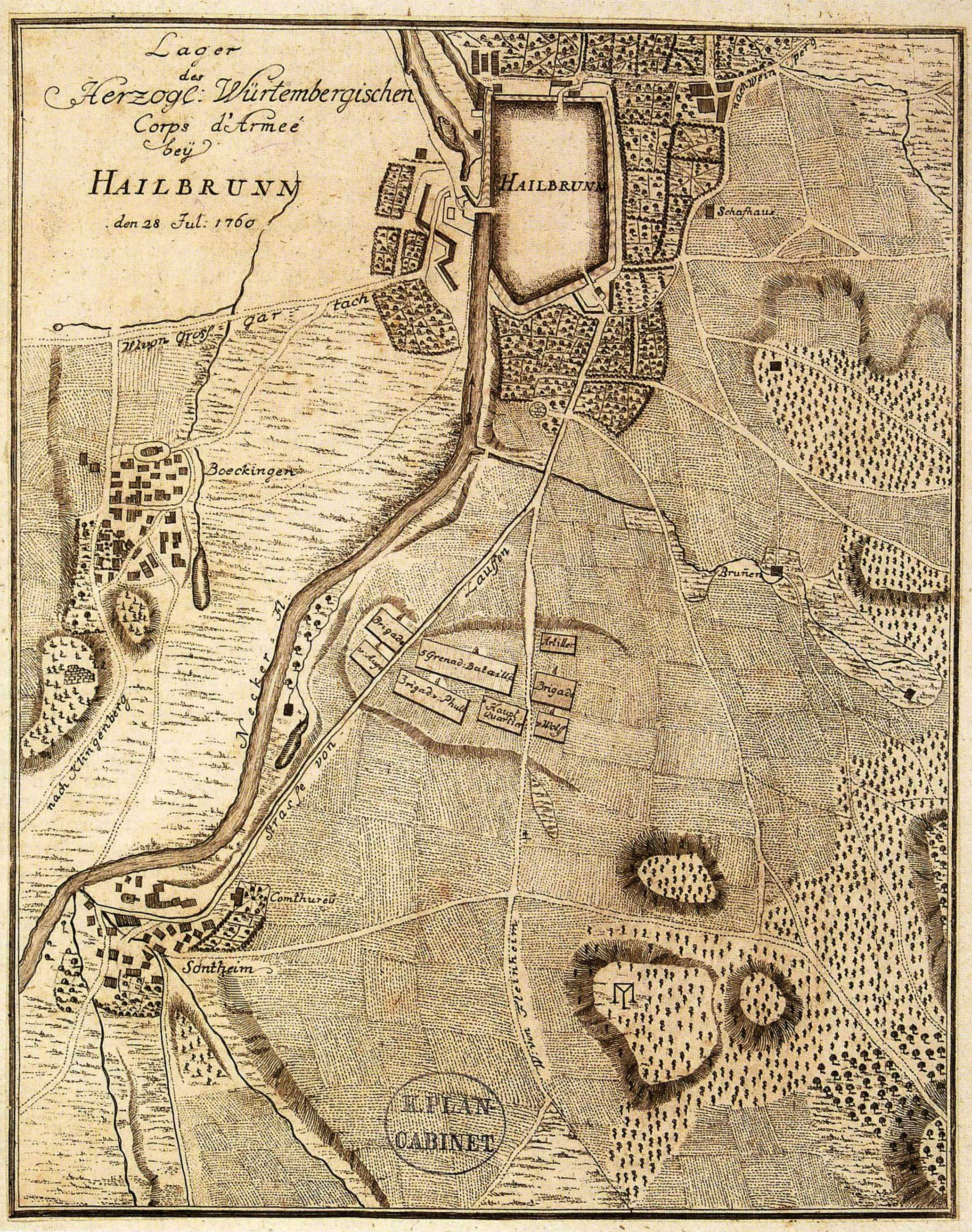
Hetensbach ist südlich von Böckingen mit den Resten der Kapelle zu sehen

Hetensbach ist ein erstmals um 800 erwähnter und bis 1500 abgegangener Ort auf der Gemarkung des heutigen Heilbronner Stadtteils Böckingen im nördlichen Baden-Württemberg.

## Geschichte
Um 800 nennen die Traditiones Fuldenses den Ort zweimal: Gegen Ende des 8. Jahrhunderts schenkte eine Burgunt dem Kloster Fulda ihren gesamten Besitz an Land und Leibeigenen in Heitenesbah, ein Mennisgo schenkte demselben Kloster um 800 einen Hof mit 20 Morgen Land und acht Leibeigenen in villa Heitingesbach. Um 823 wird Hetensbach außerdem in einer Schenkung des Adalbold erwähnt, der einen Fron- oder Herrenhof samt Zubehör in Hetensbach an die Dionysius-Kirche in Worms schenkte. 
Über die weitere Entwicklung des Ortes fehlen bis ins späte 13. Jahrhundert weitere Quellen. Erst 1295 wird im Rentenverzeichnis und im Anniversar des Stifts St. Peter in Wimpfen der Ort Hetenspach mehrmals erwähnt. Zu jener Zeit gab es noch eine Kirche im Ort, an der Berengerus von Klingenberg, genannt Clingeler, Priester war. 
Beiler vermutete den Ort 1937 noch auf der heutigen Gemarkung von Neckargartach. Heim sah die Siedlung dagegen im Zusammenhang mit den fränkischen Gräbern am Zigeunerstock und verortete sie auf den Fluren Hofstatt und Kapellfeldle im Süden von Böckingen. Bei der Kirche des Ortes hätte sich demzufolge um eine dem Stift Wimpfen gehörende Nikolauskapelle gehandelt, die noch auf Karten des 17. Jahrhunderts verzeichnet war. Dieser Lokalisierung wird verschiedentlich mit Verweis auf den in der Hofstatt verorteten alten Böckinger Herrensitz widersprochen.
Tripps verortete Hetensbach dagegen mit Hinblick auf die bereits in der Oberamtsbeschreibung von 1865 erwähnten Gebäudereste auf der Flur Gugelmur zwischen Böckingen und Klingenberg. Bei der Hetensbacher Kirche würde es sich demzufolge um die Kapelle zu unserer lieben Frau Bekümmernis handeln, von der noch bis ins 19. Jahrhundert Überreste vorhanden waren.
Über den Niedergang von Hetensbach gibt es keine gesicherten Angaben. Möglicherweise war der Ort schon zur Zeit der Erwähnung von 1295 trotz eines noch tätigen Priesters schon nicht mehr bewohnt. Spätestens 1496, im Wormser Synodalbuch wird für jenes Jahr nur noch ein Altar und die Nikolaikapelle erwähnt, lag Hetensbach dann wohl wüst. Die letzten baulichen Überreste sind wohl im Zuge des Straßenbaus des 19. Jahrhunderts verschwunden. An den Ort erinnert auch die „Hetensbacher Straße“ in Klingenberg.